# Дискография Игги Азалии
Дискография Игги Азалии, австралийской хип-хоп-исполнительницы, состоит из трёх студийных альбомов, трёх мини-альбомов, двух микстейпов, двадцати шести синглов и тридцати пяти видеоклипов.
Первыми работами Азалии были песни «Pu$$y» и «My World», выпущенные осенью 2011 года на YouTube. В том же году состоялся релиз дебютного микстейпа исполнительницы под названием Ignorant Art. 30 июля 2012 года артистка представила бесплатный EP Glory, а 11 октября того же года — второй микстейп TrapGold.
21 апреля 2014 года состоялся релиз дебютного студийного альбома Игги Азалии — The New Classic. Выпущенные в поддержку пластинки синглы «Work», «Bounce» и «Change Your Life» имели умеренный коммерческий успех, в то время как четвёртый сингл «Fancy» и пятый сингл «Black Widow» возглавили мировые чарты. Азалия побила несколько рекордов Гиннесса, лидируя на первой строчке чарта Billboard Hot 100 на протяжении семи недель подряд. Она также повторила рекорд группы The Beatles, находясь на первой и второй строчках данного чарта с синглами «Fancy» и «Problem» одновременно. Сам лонгплей продался тиражом в 3 миллиона копий, удостоился положительных отзывов от музыкальных критиков и принёс исполнительнице множество престижных наград, в том числе четыре номинации на премию «Грэмми».
21 ноября 2014 года Игги представила Reclassified — переиздание своего дебютного альбома. В него вошли пять новых песен, среди которых коммерчески успешные синглы «Beg for It» и «Trouble», а также композиция «Heavy Crown», получившая восторженные отзывы от слушателей и критиков.
Её второй студийный альбом, получивший название Digital Distortion, должен был выйти летом 2016 года, но из-за проблем в личной жизни артистки был отложен до лета 2017 года, а позже отменён её лейблом. В поддержку пластинки были выпущены синглы «Team», «Mo Bounce» и «Switch».
В конце 2017 года, после серии конфликтов со своим звукозаписывающим лейблом Def Jam Recordings, исполнительница покинула его и подписала новый контракт с Island Records. В декабре Игги раскрыла название своего будущего проекта — Surviving The Summer и уточнила, что это будет совершенно новый альбом, и в него не войдут песни, предназначавшиеся для Digital Distortion. 2 февраля 2018 года состоялся выход сингла «Savior», записанного при участии американского рэпера Quavo. 6 июля 2018 года Азалия анонсировала свой второй EP Survive the Summer и представила его лид-сингл «Kream», записанный совместно с американским рэпером Tyga. Осенью 2018 года Игги ушла из лейбла Island, стала независимым артистом и тогда же основала свою собственную звукозаписывающую компанию Bad Dreams Records, под крылом которой выпускалась вся её дальнейшая музыка.
Второй студийный альбом исполнительницы, получивший название In My Defense, был выпущен 19 июля 2019 года и сопровождался синглами «Sally Walker», «Started» и «Fuck It Up», которые снискали умеренный успех в чартах. 8 ноября 2019 года Азалия выпустила сингл «Lola», записанный при участии британской певицы Элис Чейтер. Композиция стала заглавным синглом с третьего EP артистки Wicked Lips, вышедшего 2 декабря 2019 года.
В 2021 году Игги сообщила, что после релиза своего третьего студийного альбома намеревается взять длительный перерыв в музыкальной карьере. Её третий альбом The End of an Era был представлен 13 августа 2021 года и поддерживался синглами «Brazil» и «Iam The Stripclub». 25 августа 2023 года Азалия выпустила сингл «Money Come», который стал её первым сольным релизом за 2 года.

## Студийные альбомы
| The New Classic                                                                           | - Выпущен: 21 апреля 2014 - Лейбл: Virgin EMI, Def Jam - Формат: CD, LP, цифровая загрузка, стриминг       | 2  | 2 | 13 | 58 | 3 | 12 | 5 | 3  | 1  | 1  | - ARIA: Золотой - BPI: Серебряный - MC: Золотой - RIAA: 2× Платиновый |
| In My Defense                                                                             | - Выпущен: 19 июля 2019 - Лейбл: Bad Dreams, Empire - Формат: CD, LP, цифровая загрузка, стриминг, кассета | 52 | — | —  | —  | — | —  | — | 50 | 25 | 22 |                                                                       |
| The End of an Era                                                                         | - Выпущен: 13 августа 2021 - Лейбл: Bad Dreams, Empire - Формат: CD, LP, цифровая загрузка, стриминг       | —  | — | —  | —  | — | —  | — | —  | —  | —  |                                                                       |
| "—" обозначает запись, которая не попала в чарты или не была выпущена на этой территории. | |    |   |    |    |   |    |   |    |    |    |                                                                       |

### Переиздания
| Название     | Информация об альбоме                                                                                | Высшая позиция в чартах | Высшая позиция в чартах | Высшая позиция в чартах | Высшая позиция в чартах | Высшая позиция в чартах | Высшая позиция в чартах | Высшая позиция в чартах | Высшая позиция в чартах | Высшая позиция в чартах | Высшая позиция в чартах | Сертификации                   |
| Название     | Информация об альбоме                                                                                | AUS                     | AUS Urb.                | DEN                     | SCO                     | SWE                     | UK                      | UK R&B                  | US                      | US R&B/ HH              | US Rap                  | Сертификации                   |
| ------------ | --- | ----------------------- | ----------------------- | ----------------------- | ----------------------- | ----------------------- | ----------------------- | ----------------------- | ----------------------- | ----------------------- | ----------------------- | ------------------------------ |
| Reclassified | - Выпущен: 21 ноября 2014 - Лейбл: Virgin EMI, Def Jam - Формат: CD, LP, цифровая загрузка, стриминг | 32                      | 3                       | 31                      | 50                      | 32                      | 38                      | 4                       | 16                      | 6                       | 5                       | - BPI: Золотой - ZPAV: Золотой |

## Мини-альбомы
| Название                                                                                  | Информация об альбоме                                                                                        | Высшая позиция в чартах | Высшая позиция в чартах | Высшая позиция в чартах | Высшая позиция в чартах | Высшая позиция в чартах |
| Название                                                                                  | Информация об альбоме                                                                                        | AUS Dig.                | US                      | US Dig.                 | US Heat                 | US R&B/ HH              |
| ----------------------------------------------------------------------------------------- | --- | ----------------------- | ----------------------- | ----------------------- | ----------------------- | ----------------------- |
| Glory                                                                                     | - Выпущен: 30 июля 2012 - Лейбл: Grand Hustle - Формат: цифровая загрузка                                    | —                       | —                       | —                       | —                       | —                       |
| Change Your Life                                                                          | - Выпущен: 8 октября 2013 - Лейбл: Island Def Jam - Формат: CD, цифровая загрузка                            | —                       | —                       | —                       | 33                      | 66                      |
| iTunes Festival: London 2013                                                              | - Released: 25 октября 2013 (только для Великобритании) - Лейбл: Virgin EMI - Формат: цифровая загрузка      | —                       | —                       | —                       | —                       | —                       |
| Survive the Summer                                                                        | - Выпущен: 3 августа 2018 - Лейбл: Island - Формат: цифровая загрузка, стриминг                              | 17                      | 144                     | 13                      | —                       | —                       |
| Wicked Lips                                                                               | - Выпущен: 2 декабря 2019 - Лейбл: Bad Dreams, Empire - Формат: CD, LP, цифровая загрузка, стриминг, кассета | —                       | —                       | —                       | —                       | —                       |
| "—" обозначает запись, которая не попала в чарты или не была выпущена на этой территории. | |                         |                         |                         |                         |                         |

## Микстейпы
| Название     | Информация                                                                           |
| ------------ | ------------------------------------------------------------------------------------ |
| Ignorant Art | - Выпущен: 27 сентября 2011 - Лейбл: независимое издание - Формат: цифровая загрузка |
| TrapGold     | - Выпущен: 11 октября 2012 - Лейбл: независимое издание - Формат: цифровая загрузка  |

## Синглы

### Как основной артист
| Название                                                                                  | Год  | Высшая позиция в чарте | Высшая позиция в чарте | Высшая позиция в чарте | Высшая позиция в чарте | Высшая позиция в чарте | Высшая позиция в чарте | Высшая позиция в чарте | Высшая позиция в чарте | Высшая позиция в чарте | Высшая позиция в чарте | Сертификации | Альбом             |
| Название                                                                                  | Год  | AUS                    | CAN                    | DEN                    | FRA                    | IRE                    | NLD                    | NZ                     | SWE                    | UK                     | US                     | Сертификации | Альбом             |
| ----------------------------------------------------------------------------------------- | ---- | ---------------------- | ---------------------- | ---------------------- | ---------------------- | ---------------------- | ---------------------- | ---------------------- | ---------------------- | ---------------------- | ---------------------- | --- | ------------------ |
| «Work»                                                                                    | 2013 | 79                     | 87                     | —                      | —                      | 42                     | —                      | —                      | —                      | 17                     | 54                     | - ARIA: Золотой - BPI: Серебряный - MC: Золотой - RIAA: 2× Платиновый                                                                              | The New Classic    |
| «Bounce»                                                                                  | 2013 | —                      | —                      | —                      | —                      | 34                     | —                      | —                      | —                      | 13                     | —                      | - RIAA: Золотой | The New Classic    |
| «Change Your Life» (при участии T.I.)                                                     | 2013 | 44                     | —                      | —                      | —                      | 28                     | —                      | 38                     | —                      | 10                     | —                      | - ARIA: Золотой - RIAA: Золотой | The New Classic    |
| «Fancy» (при участии Charli XCX)                                                          | 2014 | 5                      | 1                      | 36                     | 21                     | 12                     | 29                     | 1                      | 23                     | 5                      | 1                      | - ARIA: 4× Платиновый - BPI: Платиновый - IFPI DEN: Платина - IFPI SWE: 2× Платиновый - MC: 4× Платиновый - RIAA: 9× Платиновый - RMNZ: Платиновый | The New Classic    |
| «Black Widow» (при участии Риты Ора)                                                      | 2014 | 15                     | 6                      | 19                     | 9                      | 9                      | 13                     | 11                     | 23                     | 4                      | 3                      | - ARIA: Платиновый - BPI: Платиновый - IFPI DEN: Платиновый - IFPI SWE: 2× Платиновый - MC: 2× Платиновый - RIAA: 5× Платиновый - RMNZ: Золотой    | The New Classic    |
| «Beg for It» (при участии MØ)                                                             | 2014 | 29                     | 44                     | —                      | —                      | —                      | —                      | —                      | —                      | 111                    | 27                     | - RIAA: Платиновый | Reclassified       |
| «Trouble» (при участии Дженнифер Хадсон)                                                  | 2015 | 10                     | 73                     | —                      | —                      | 20                     | —                      | —                      | —                      | 7                      | 67                     | - ARIA: Платиновый - BPI: Золотой - RIAA: Золотой                                                                                                  | Reclassified       |
| «Pretty Girls» (совместно с Бритни Спирс)                                                 | 2015 | 27                     | 16                     | —                      | 25                     | 60                     | —                      | —                      | —                      | 16                     | 29                     | - RIAA: Золотой | Non-album singles  |
| «Team»                                                                                    | 2016 | 40                     | 41                     | —                      | 89                     | —                      | —                      | —                      | —                      | 62                     | 42                     | - RIAA: Золотой | Non-album singles  |
| «Mo Bounce»                                                                               | 2017 | 63                     | 87                     | —                      | —                      | —                      | —                      | —                      | —                      | —                      | —                      | | Non-album singles  |
| «Switch» (при участии Анитты)                                                             | 2017 | 180                    | —                      | —                      | —                      | —                      | —                      | —                      | —                      | —                      | —                      | | Non-album singles  |
| «Savior» (при участии Quavo)                                                              | 2018 | —                      | —                      | —                      | —                      | —                      | —                      | —                      | —                      | —                      | —                      | | Non-album singles  |
| «Kream» (при участии Tyga)                                                                | 2018 | —                      | 54                     | —                      | —                      | 96                     | —                      | —                      | —                      | —                      | 96                     | - RIAA: Платиновый | Survive the Summer |
| «Sally Walker»                                                                            | 2019 | —                      | 56                     | —                      | —                      | 70                     | —                      | —                      | —                      | 82                     | 62                     | - RIAA: Золотой | In My Defense      |
| «Started»                                                                                 | 2019 | —                      | —                      | —                      | —                      | 73                     | —                      | —                      | —                      | 76                     | —                      | - RIAA: Золотой | In My Defense      |
| «Fuck It Up» (при участии Кэш Долл)                                                       | 2019 | —                      | —                      | —                      | —                      | —                      | —                      | —                      | —                      | —                      | —                      | | In My Defense      |
| «Lola» (при участии Элис Чейтер)                                                          | 2019 | —                      | —                      | —                      | —                      | —                      | —                      | —                      | —                      | —                      | —                      | | Wicked Lips        |
| «Dance Like Nobody’s Watching» (при участии Тинаше)                                       | 2020 | —                      | —                      | —                      | —                      | —                      | —                      | —                      | —                      | —                      | —                      | | Non-album single   |
| «Sip It» (при участии Tyga)                                                               | 2021 | —                      | —                      | —                      | —                      | —                      | —                      | —                      | —                      | —                      | —                      | | The End of an Era  |
| «Iam The Stripclub»                                                                       | 2021 | —                      | —                      | —                      | —                      | —                      | —                      | —                      | —                      | —                      | —                      | | The End of an Era  |
| «Money Come»                                                                              | 2023 | —                      | —                      | —                      | —                      | —                      | —                      | —                      | —                      | —                      | —                      | | Non-album single   |
| "—" обозначает запись, которая не попала в чарты или не была выпущена на этой территории. |      |                        |                        |                        |                        |                        |                        |                        |                        |                        |                        | |                    |

### Как приглашённый артист
| Название                                                                                  | Год  | Высшая позиция в чартах | Высшая позиция в чартах | Высшая позиция в чартах | Высшая позиция в чартах | Высшая позиция в чартах | Высшая позиция в чартах | Высшая позиция в чартах | Высшая позиция в чартах | Высшая позиция в чартах | Высшая позиция в чартах | Сертификации | Альбом               |
| Название                                                                                  | Год  | AUS                     | CAN                     | DEN                     | FRA                     | IRE                     | NLD                     | NZ                      | SWE                     | UK                      | US                      | Сертификации | Альбом               |
| ----------------------------------------------------------------------------------------- | ---- | ----------------------- | ----------------------- | ----------------------- | ----------------------- | ----------------------- | ----------------------- | ----------------------- | ----------------------- | ----------------------- | ----------------------- | --- | -------------------- |
| «Beat Down» (Стив Аоки и Angger Dimas при участии Игги Азалии)                            | 2012 | —                       | —                       | —                       | —                       | —                       | 59                      | —                       | —                       | 44                      | —                       | | Wonderland (Remixed) |
| «Problem» (Ариана Гранде при участии Игги Азалии)                                         | 2014 | 2                       | 3                       | 5                       | 14                      | 1                       | 10                      | 1                       | 5                       | 1                       | 2                       | - ARIA: 6× Платиновый - BPI: 2× Платиновый - IFPI DEN: 2× Платиновый - IFPI SWE: 3× Платиновый - MC: 4× Платиновый - RIAA: 6× Платиновый - RMNZ: Платиновый | My Everything        |
| «No Mediocre» (T.I. при участии Игги Азалии)                                              | 2014 | 36                      | 59                      | —                       | 35                      | —                       | —                       | 34                      | —                       | 49                      | 33                      | - ARIA: Золотой - MC: Золотой - RIAA: Платиновый | Paperwork            |
| «Booty» (Дженнифер Лопес при участии Игги Азалии)                                         | 2014 | 27                      | 11                      | —                       | 93                      | —                       | —                       | 30                      | —                       | 137                     | 18                      | - RIAA: Платиновый | A.K.A.               |
| «Boys Like You» (Vvaves при участии Игги Азалии)                                          | 2019 | —                       | —                       | —                       | —                       | —                       | —                       | —                       | —                       | —                       | —                       | | Non-album single     |
| «Murceliago» (Didi J при участии Игги Азалии и Azia)                                      | 2021 | —                       | —                       | —                       | —                       | —                       | —                       | —                       | —                       | —                       | —                       | | Cover girl           |
| "—" обозначает запись, которая не попала в чарты или не была выпущена на этой территории. |      |                         |                         |                         |                         |                         |                         |                         |                         |                         |                         | |                      |

### Промосинглы
| Название                                                                                  | Год  | Высшая позиция в чартах | Высшая позиция в чартах | Высшая позиция в чартах | Высшая позиция в чартах | Высшая позиция в чартах | Высшая позиция в чартах | Высшая позиция в чартах | Высшая позиция в чартах | Высшая позиция в чартах | Высшая позиция в чартах | Сертификации    | Альбом            |
| Название                                                                                  | Год  | AUS                     | AUS Urb.                | CAN                     | FRA                     | GER                     | SWI                     | UK                      | UK R&B                  | US                      | US R&B/HH               | Сертификации    | Альбом            |
| ----------------------------------------------------------------------------------------- | ---- | ----------------------- | ----------------------- | ----------------------- | ----------------------- | ----------------------- | ----------------------- | ----------------------- | ----------------------- | ----------------------- | ----------------------- | --------------- | ----------------- |
| «Know About Me (Remix)» (DJ Green Lantern и Valentino Khan при участии Игги Азалии)       | 2014 | —                       | —                       | —                       | —                       | —                       | —                       | —                       | —                       | —                       | —                       |                 | Non-album single  |
| «Impossible Is Nothing»                                                                   | 2014 | —                       | —                       | —                       | —                       | —                       | —                       | 168                     | 30                      | —                       | —                       |                 | The New Classic   |
| «Iggy SZN»                                                                                | 2014 | 95                      | 11                      | —                       | —                       | —                       | —                       | —                       | —                       | —                       | 48                      |                 | Reclassified      |
| «Go Hard or Go Home» (совместно с Уизом Халифой)                                          | 2015 | 60                      | 12                      | 65                      | 77                      | 47                      | 55                      | 110                     | 19                      | 86                      | 29                      | - RIAA: Золотой | Furious 7         |
| «All Hands on Deck (Remix)» (Тинаше при участии Игги Азалии)                              | 2015 | 45                      | —                       | —                       | —                       | —                       | —                       | 156                     | 34                      | —                       | 33                      | - ARIA: Золотой | Non-album single  |
| «Just Wanna»                                                                              | 2019 | —                       | —                       | —                       | —                       | —                       | —                       | —                       | —                       | —                       | —                       |                 | In My Defense     |
| «Brazil»                                                                                  | 2021 | —                       | —                       | —                       | —                       | —                       | —                       | —                       | —                       | —                       | —                       |                 | The End of an Era |
| «Sex on the Beach» (при участии Софии Скотт)                                              | 2021 | —                       | —                       | —                       | —                       | —                       | —                       | —                       | —                       | —                       | —                       |                 | The End of an Era |
| «Knock Yourself Out» (совместно с Софией Скотт и Renee Blair)                             | 2021 | —                       | —                       | —                       | —                       | —                       | —                       | —                       | —                       | —                       | —                       |                 | Non-album single  |
| "—" обозначает запись, которая не попала в чарты или не была выпущена на этой территории. |      |                         |                         |                         |                         |                         |                         |                         |                         |                         |                         |                 |                   |

## Другие участия
| Название                                 | Год  | При участии                                | Альбом                                              |
| ---------------------------------------- | ---- | ------------------------------------------ | --------------------------------------------------- |
| «Raise Your Weapon»                      | 2012 | Stix, deadmau5                             | I Told U So                                         |
| «I Think She Ready»                      | 2012 | FKi, Дипло                                 | Transformers n the Hood                             |
| «Mo Flow»                                | 2012 | Skeme                                      | Alive & Living                                      |
| «Best Friend»                            | 2012 | B.o.B, Мак Миллер                          | Fuck 'Em We Ball                                    |
| «Light as a Feather»                     | 2012 | Кэти Би, Diplo                             | Danger EP                                           |
| «Boss Lady»                              | 2012 | None                                       | Woman On Top                                        |
| «Hustle Gang»                            | 2012 | Chip, T.I.                                 | London Boy                                          |
| «Chasin Me»                              | 2013 | T.I., Young Dro, Kris Stephens             | G.D.O.D. (Get Dough or Die)                         |
| «Otis (Remix)»                           | 2013 | Angel Haze                                 | None                                                |
| «High Level»                             | 2013 | Skeme                                      | Ingleworld                                          |
| «Wickedest Style»                        | 2013 | Шон Пол                                    | Full Frequency                                      |
| «Hell You Sayin»                         | 2014 | T.I., Young Dro, Трэвис Скотт              | SXEW (South by East West)                           |
| «I'm Coming Out (The Other Woman Remix)» | 2014 | Кейша Коул                                 | None                                                |
| «Million Dollar Dream»                   | 2014 | A. R. Rahman                               | Million Dollar Arm                                  |
| «Acting Like That»                       | 2014 | Дженнифер Лопес                            | A.K.A.                                              |
| «He Ain't Goin' Nowhere»                 | 2014 | Дженнифер Хадсон                           | JHUD                                                |
| «We Go Hard»                             | 2014 | T.I., Spodee                               | G.D.O.D. II                                         |
| «G.U.N.S»                                | 2015 | Sauce Lord Rich                            | Know Me                                             |
| «Kingdom Come»                           | 2015 | Деми Ловато                                | Confident                                           |
| «Tonight (It's a Party)»                 | 2016 | Стефен Марли, DJ Khaled, Waka Flocka Flame | Revelation Pt. II: "The Fruit of Life"              |
| «Can't Lose»                             | 2017 | Lil Uzi Vert                               | Def Jam Presents: Direct Deposit, Vol. 2            |
| «Boom Boom»                              | 2017 | Zedd                                       | Pitch Perfect 3: Original Motion Picture Soundtrack |
| «In a Haze (Remix)»                      | 2018 | Total Ape                                  | In a Haze                                           |
| «Cum»                                    | 2019 | Брук Кэнди                                 | Sexorcism                                           |
| «Murcielago»                             | 2021 | Didi J, Azia                               | Cover Girl                                          |